# 上高畑
上高畑（かみたかばた）は、愛知県名古屋市中川区にある町名。現行行政地名は上高畑一丁目及び上高畑二丁目。住居表示未実施。

## 地理
名古屋市中川区の北部に位置し、東は小本、西は高畑、南は高畑と荒子、北は八田町および万町と接する。

## 歴史

### 沿革
- 1980年（昭和55年）
  - 9月7日 - 中川区八田町・万町の各一部により、同区上高畑が成立[1]。
  - 9月21日 - 上高畑一丁目が万町・小本町の各一部、上高畑二丁目が八田町・万町の各一部を編入し成立[1]。
- 1982年（昭和57年）8月29日 - 高畑町の一部が一丁目および二丁目にそれぞれ編入される[1]。

## 世帯数と人口
2019年（平成31年）1月1日現在の世帯数と人口は以下の通りである。
| 丁目         | 世帯数    | 人口    |
| ------------ | --------- | ------- |
| 上高畑一丁目 | 326世帯   | 732人   |
| 上高畑二丁目 | 677世帯   | 1,366人 |
| 計           | 1,003世帯 | 2,098人 |

### 人口の変遷
国勢調査による人口の推移
| 1995年（平成7年）  | 1,332人 | [ WEB 5 ] |  |
| 2000年（平成12年） | 1,679人 | [ WEB 6 ] |  |
| 2005年（平成17年） | 1,756人 | [ WEB 7 ] |  |
| 2010年（平成22年） | 1,693人 | [ WEB 8 ] |  |
| 2015年（平成27年） | 2,006人 | [ WEB 9 ] |  |

## 学区
市立小・中学校に通う場合、学校等は以下の通りとなる。また、公立高等学校に通う場合の学区は以下の通りとなる。なお、小・中学校は学校選択制度を導入しておらず、番毎で各学校に指定されている。
| 丁目         | 小学校                                    | 中学校                                    | 高等学校 |
| ------------ | ----------------------------------------- | ----------------------------------------- | -------- |
| 上高畑一丁目 | 名古屋市立常磐小学校 名古屋市立野田小学校 | 名古屋市立長良中学校 名古屋市立一柳中学校 | 尾張学区 |
| 上高畑二丁目 | 名古屋市立野田小学校                      | 名古屋市立一柳中学校                      | 尾張学区 |

## 施設
- 名古屋市中川環境事業所

1937年（昭和12年）に名古屋市の各行政区に市清掃課出張所が置かれたのを嚆矢としている。1948年（昭和23年）に中川区清掃事務所と改組するが、中川区役所併設が続き、1968年（昭和43年）に柳島町に独立庁舎を構えた。1974年（昭和49年）に中川環境事務所と改称したのち、1975年（昭和50年）12月に上高畑一丁目に移った。同地にはかつて高畑焼却所が置かれていた。
- 名古屋市中央卸売市場高畑市場

上高畑一丁目に所在した。1931年（昭和6年）9月7日、名古屋市営と場が当地に移転したことにはじまる。1954年（昭和29年）4月1日には名古屋市と畜場と改称し、1958年（昭和33年）10月6日に至って中央卸売市場法による全国2番目となる枝肉処理市場となった。

## その他

### 日本郵便
- 郵便番号 : 454-0873[WEB 2]（集配局：中川郵便局[WEB 12]）。

### WEB
1. 1 2  “町・丁目(大字)別、年齢(10歳階級)別公簿人口(全市・区別)”.   名古屋市 (2019年1月23日). 2019年1月23日閲覧。
2. 1 2  “郵便番号”.  日本郵便. 2019年2月10日閲覧。
3. ↑  “市外局番の一覧”.   総務省. 2019年1月6日閲覧。
4. ↑  “中川区の町名一覧”.   名古屋市 (2015年10月21日). 2019年2月13日閲覧。
5. ↑  総務省統計局 (2014年3月28日). “平成7年国勢調査の調査結果(e-Stat) - 男女別人口及び世帯数 －町丁・字等” (CSV). 2019年4月27日閲覧。
6. ↑  総務省統計局 (2014年5月30日). “平成12年国勢調査の調査結果(e-Stat) - 男女別人口及び世帯数 －町丁・字等” (CSV). 2019年4月27日閲覧。
7. ↑  総務省統計局 (2014年6月27日). “平成17年国勢調査の調査結果(e-Stat) - 男女別人口及び世帯数 －町丁・字等” (CSV). 2019年4月27日閲覧。
8. ↑  総務省統計局 (2012年1月20日). “平成22年国勢調査の調査結果(e-Stat) - 男女別人口及び世帯数 －町丁・字等” (CSV). 2019年4月27日閲覧。
9. ↑  総務省統計局 (2017年1月27日). “平成27年国勢調査の調査結果(e-Stat) - 男女別人口及び世帯数 －町丁・字等” (CSV). 2019年4月27日閲覧。
10. ↑  “市立小・中学校の通学区域一覧”.   名古屋市 (2018年11月10日). 2019年1月14日閲覧。
11. ↑  “平成29年度以降の愛知県公立高等学校（全日制課程）入学者選抜における通学区域並びに群及びグループ分け案について”.   愛知県教育委員会 (2015年2月16日). 2019年1月14日閲覧。
12. ↑  郵便番号簿 平成29年度版 - 日本郵便. 2019年02月10日閲覧 (PDF)

### 書籍
1. 1 2 3  名古屋市計画局 1992, p. 819.
2. 1 2 3 4  中川区制施行50周年記念誌編集委員会 1987, p. 372.
3. 1 2 3  中川区制施行50周年記念誌編集委員会 1987, p. 375.